# العمل ضد العنف المسلح
العمل على العنف المسلح (بالإنجليزية: Action on Armed Violence)‏ (AOAV) هي مؤسسة خيرية مقرها لندن، وتجري البحوث والدعوة بشأن حدوث وتأثير العنف المسلح العالمي.
إيان أوفرتون، صحفي استقصائي ومؤلف، هو المدير التنفيذي للمنظمة.
تركز أبحاث العمل على العنف المسلح وعمل المناصرة على العنف المسلح العالمي، مع التخصص في الأسلحة المتفجرة. تتمثل إحدى الوظائف الأساسية للمؤسسة الخيرية في مراقبة العنف المتفجر. تم الاستشهاد بهذا المرصد من قبل منظمات مثل رويترز، الجارديان، الجزيرة، هيومن رايتس ووتش، والأمم المتحدة.

## بيانات ضحايا الصراع
في كانون الأول (ديسمبر) 2020، نُشرت بيانات العمل على العنف المسلح في صحيفة الغارديان على أنها تُظهر أن الجنود البريطانيين كانوا أكثر عرضة للقتل بنسبة 12٪ من نظرائهم الأمريكيين خلال الحرب على الإرهاب في العراق وأفغانستان، وفقًا لدراسة لأرقام الضحايا.خلص البحث - الذي يقصد منه أن يكون تدريبًا على الدروس المستفادة - أيضًا إلى أن القوات البريطانية كانت أكثر عرضة للقتل بمتفجرات بدائية بنسبة 26٪، مما يؤكد صحة الشكاوى القديمة بشأن سيارة انتزاع لاند روفر سيئة التدريع.
في مايو 2021، تم الإبلاغ عن بيانات العنف المتفجر العمل على العنف المسلح أيضًا في صحيفة الغارديان حيث تظهر أن «المدنيين يمثلون 91٪ من القتلى أو المصابين بأسلحة متفجرة في المناطق المأهولة بالسكان في جميع أنحاء العالم على مدار السنوات العشر الماضية - ما مجموعه 238892شخصًا-وفقًا لـ دراسة آلاف الحوادث».

## تسجيل الأذى المدني
في آذار / مارس 2019، أفادت هيئة الإذاعة البريطانية (بي بي سي) بأن سلاح الجو الملكي البريطاني قد قتل أو أصاب 4315 مقاتلاً معاديًا في العراق وسوريا بين سبتمبر 2014 ويناير 2019.قالت وزارة الدفاع البريطانية إن مدنيًا واحدًا فقط قُتل في الغارات الجوية، وفقا للأرقام الصادرة عن الجمعية الخيرية.ومن بين المصابين، قُتل 4013 شخصًا، أو 93٪، وأصيب 302 شخصًا، أو 7٪.ومع ذلك، تقول وزارة الدفاع إن مدنيًا واحدًا فقط قُتل في الغارات الجوية، مما أثار مخاوف بشأن عدد المدنيين الذين قتلوا وزارة الدفاع في سجلات المملكة المتحدة.
في أبريل 2021، ذكرت صحيفة الإندبندنت أن منظمة العمل على العنف المسلح اكتشفت أن السود أكثر عرضة للقتل في شوارع لندن بثلاث مرات من المجموعات العرقية الأخرى.ما يقرب من نصف جميع ضحايا القتل في العاصمة في عام 2019 كانوا من السود على الرغم من أنهم يشكلون 13 في المائة فقط من سكان المدينة.
في مايو 2021، ذكرت قناة الجزيرة أن العمل على العنف المسلح اكتشفت أنه بين عامي 2016 و 2020، كان 40 في المائة من جميع ضحايا الضربات الجوية المدنية في أفغانستان من الأطفال.أفادت العمل على العنف المسلح أنه من بين 3977 ضحية تسببت على مدى خمس سنوات، قُتل أو جُرح 1598 طفلاً في هجمات جوية.تضاعفت الخسائر المدنية الناجمة عن الضربات الجوية لسلاح الجو الأفغاني خلال الأشهر الستة الأولى من عام 2020 ثلاث مرات مقارنة بالفترة نفسها من عام 2019.

## مراقبة تجارة السلاح
في أغسطس 2016، استشهدت صحيفة نيويورك تايمز بأبحاث العمل على العنف المسلح في 14 عامًا من معلومات عقد البنتاغون المتعلقة بالأسلحة المقدمة للقوات الأمريكية وشركائها ووكلائهم.وجدت العمل على العنف المسلح أن البنتاغون قدم أكثر من 1.45 مليون سلاح ناري لقوات الأمن المختلفة في أفغانستان والعراق، بما في ذلك أكثر من 978000 بندقية هجومية و 266000 مسدس وما يقرب من 112000 رشاش.
في يناير 2021، استشهدت صحيفة الغارديان  بحث العمل على العنف المسلح حول موافقة حكومة المملكة المتحدة على الصادرات بين يناير 2015 ويونيو 2020 إلى البلدان المدرجة من قبل وزارة التجارة الدولية على أنها `` خاضعة لحظر الأسلحة والعقوبات التجارية والقيود التجارية الأخرى ''. وجدت العمل على العنف المسلح أن بريطانيا وافقت على تصدير مواد عسكرية إلى 80 ٪ من الوجهات المدرجة في القائمة.وجدت العمل على العنف المسلح أيضًا أنه تمت الموافقة على تراخيص تصدير المملكة المتحدة للأسلحة الصغيرة والذخيرة إلى 31 وجهة مدرجة في القائمة المحظورة والمقيدة، بما في ذلك بنادق هجومية ومسدسات وبنادق قنص وبنادق.تم إرسال العديد من هؤلاء إلى المناطق التي عانت مؤخرًا من صراعات عنيفة أو قمع الدولة، بما في ذلك كينيا وهونغ كونغ ولبنان وقيرغيزستان وتوغو وعمان وأذربيجان وأرمينيا وباكستان.